# Halicarcinus varius
Halicarcinus varius is een krabbensoort uit de familie van de Hymenosomatidae. De wetenschappelijke naam van de soort is voor het eerst geldig gepubliceerd in 1851 door Dana.